# V1073 Геркулеса
V1073 Геркулеса (лат. V1073 Herculis) — тройная звезда в созвездии Геркулеса на расстоянии приблизительно 657 световых лет (около 201 парсек) от Солнца. Видимая звёздная величина звезды — от +11,69m до +11m.
Пара первого и второго компонентов — двойная затменная переменная звезда типа W Большой Медведицы (EW). Орбитальный период — около 0,2943 суток (7,0627 часа).
Открыта проектом ROTSE-1 в 2000 году**.

## Характеристики
Первый компонент — оранжевый карлик спектрального класса K1V-K2V*. Масса — около 1,026 солнечной, радиус — около 0,97 солнечного, светимость — около 0,603 солнечной. Эффективная температура — около 5166 K*.
Второй компонент — жёлтый карлик спектрального класса G. Масса — около 0,396 солнечной, радиус — около 0,629 солнечного, светимость — около 0,28 солнечной. Эффективная температура — около 5317 K*.
Третий компонент. Орбитальный период — около 13,678 года*.